# Rio Voltas
O Rio Voltas é um curso de água de São Tomé e Príncipe, localizado na ilha do Príncipe. Este curso de água corre para Norte até encontrar o mar na Praia das Burras.